# Bento Fernandes de Barros
Bento Fernandes de Barros (Sobral, 1 de janeiro de 1834 — Rio de Janeiro, 1908) foi advogado, escritor, jornalista, magistrado e político brasileiro. Foi o primeiro procurador-geral do Ministério Público do Paraná. Patrono da cadeira n.º 7 da Academia Paranaense de Letras.

## Biografia
Oriundo de família portuguesa, eram seus pais o major Miguel Joaquim Fernandes de Barros e Ana Josefina de Barros. Bacharelou-se em ciências jurídicas e sociais pela Faculdade de Direito de Olinda, em 1853, na mesma turma que Antônio Firmo Figueira de Saboia, Américo Militão de Freitas Guimarães, Francisco Urbano da Silva Ribeiro e Leandro de Chaves e Melo Ratisbona. Transferiu-se então para a província do Paraná, nomeado juiz municipal e de órfãos do termo de Curitiba.
Em seguida foi Chefe de Polícia e diretor do Liceu de Curitiba (Colégio Estadual do Paraná), e, em 1870, tornou-se Inspetor-Geral da Instrução Pública da Província. Em 1871, tornou-se juiz de direito de Guarapuava e, três anos depois, passou a Inspetor do Tesouro provincial, ao mesmo tempo em que assumiu a advocacia da Câmara Municipal. Em 1875, tornou-se Chefe de Polícia em Minas Gerais e a seguir voltou ao Paraná para se eleger deputado provincial para o período 1878-1879. Por fim, em 1891, foi nomeado procurador-geral e, no ano seguinte, escolhido desembargador do então Tribunal de Apelação. Nesse ínterim, casou-se com Joaquina Ribas de Oliveira Franco, filha do brigadeiro Manuel de Oliveira Franco, com quem teve cinco filhos.
Foi editor do jornal “O Constitucional”, de vida efêmera, editado em 1861, e foi membro fundador do Instituto Histórico e Geográfico do Paraná. Deixou também obra escrita, como “O Movimento Progressista da Criminalidade”, “Notícias do Paraná”, “Organização da Polícia Administrativa e Judiciária do Paraná” e “Discussão da Questão de Limites entre o Paraná e Santa Catarina”, este seu trabalho mais importante, que mereceu elevados encômios, inclusive de Joaquim da Costa Barradas, advogado do Paraná no famoso litígio territorial com Santa Catarina. 
Tal como ocorreu igualmente com os demais desembargadores, acabou aposentado compulsoriamente pelo governador Vicente Machado, sob acusação de que o tribunal esteve comprometido com a Revolução Federalista, durante a ocupação do estado pelos revolucionários. Depois desse episódio, passou a se dedicar à advocacia, retornando, porém, à magistratura em Santa Catarina.
Faleceu aos 74 anos na capital federal, onde seu corpo foi sepultado no Cemitério São João Batista. Em 1917, a pedido de sua viúva e do governo estadual, seus restos mortais foram transladados para Curitiba.